# 松山ケンイチ
松山 ケンイチ（まつやま ケンイチ、1985年〈昭和60年〉3月5日 - ）は、日本の俳優。愛称は、松ケン。青森県むつ市出身。ホリプロ所属。妻は女優の小雪。

## 略歴
- 2001年、HORIPRO×Boon×PARCOの共同企画・ホリプロ男性オーディション「New Style Audition」で16,572人の応募者の中からグランプリを受賞し、PARCO 2001年「Looking for a new“NEW”」キャンペーンでモデルデビュー。
- 2002年、ドラマ『ごくせん（第1シリーズ）』で俳優デビュー。
- 2003年、『アカルイミライ』で映画初出演。
- 2004年、映画『ウイニング・パス』で初主演。
- 2005年、『男たちの大和/YAMATO』オーディションにおいて、角川春樹に見初められ年少兵メイン神尾克己役に抜擢される。その後『椿三十郎』など、新生角川春樹プロデュース映画に連続して起用される。
- 2006年、『デスノート』『デスノート the Last name』のL役を演じ、注目を浴びる。
- 2007年、日本テレビのドラマ『セクシーボイスアンドロボ』で連続ドラマに初主演。『神童』など映画6本に出演する。また、雑誌3誌で連載開始。
- 2008年、映画『デトロイト・メタル・シティ』の根岸崇一（=ヨハネ・クラウザー2世）役を演じ、ヒットした。
- 2009年、日本テレビの連続ドラマ『銭ゲバ』に主演。
- 2009年、発達障害を持つ津軽弁の農村青年を演じた映画『ウルトラミラクルラブストーリー』と、映画『カムイ外伝』の主演2作品が、ロンドン映画祭とトロント国際映画祭で上映される。
- 2010年、『誰かが私にキスをした』で堀北真希とダブル主演。その後も他の俳優とダブル主演をするようになる。
- 2012年、NHK大河ドラマ『平清盛』にて、平清盛役で主演。
- 2015年、『ど根性ガエル』で主演。

## 人物

### 俳優として
作品ごとの役柄によって演技・外見にいたるまで柔軟に転換させ、一貫して固定した役柄・イメージが存在しない。「カメレオン俳優」「憑依型俳優」と称される。

#### 役作りなど
- 映画『GANTZ』の役作りのために7kg増量、映画『聖の青春』の役作りでは20kg増量した。『聖の青春』では、将棋棋士の主人公を演ずるため、さまざまな取り組みをし、松山の内面に迫る役作りについて称賛され（例：共演者リリー・フランキー）、映画公開時の舞台挨拶で、同作に登場する羽生善治から、羽生を演じた東出昌大ともども初段の免状を受けた。なお、この舞台挨拶時点では減量が進んでいた[4]。
- 『セクシーボイスアンドロボ』出演に伴い、ロボットアニメを見直したりその主題歌を聞くなどして役作りを行った。『踊る!さんま御殿!!』では「『ガオガイガー』が大好き」と語っていた。
- 『親指さがし』に出演したことにより、親指を立てるのが癖になった。映画『蒼き狼』の撮影現場にて振り向くシーンを撮る際「松山、振り向くと親指が立ってるぞ」と反町隆史に言われ、何度か撮りなおしたもののなぜか親指が動いてしまい、撮影終了後に共演者からからかわれた。

### 対人関係

#### 周りからの評価
- 個性の強いキャラクターを演じることが多いという共通点で、日本のジョニー・デップと評されたことがある[5]。また、松山自身、『スウィーニー・トッド』のジャパンプレミアに招待され、ジョニー・デップがファンにサインや握手をしているのを見て、カルチャーショックを受けたと語るなどといったエピソードもある[6]。
- 体は硬いが、『ユメ十夜』のアクション監督をした小原剛は「かなり動けて、バク宙やバク転をさくさくやってしまう」と語る。『カムイ外伝』のアクション監督を務めた谷垣健治にも、同様のことを指摘されている。谷垣曰く、「（松山は）小学生の頃に体操教室に通っていたことがあったらしい・・・なら早く言えよ！」とのこと。
- 映画監督・前田哲によれば、「普段、ぼそっとすごく面白いことをよく言う」。

#### 他の人物について
- 好きな俳優はゲイリー・オールドマン[7]、憧れの人物は木村拓哉[8][9][10]、浅野忠信[8][9][10]、中村獅童[11]だが、『CUT』（2007年7月号）では「モデルとしている俳優はいない」と話す。なお、中村とは『男たちの大和/YAMATO』で共演しており、『めざましテレビ』で特集された際には対談相手として中村が登場した。

### 人物像
- 青森県立大湊高等学校を経て、東京都立代々木高等学校卒業。
- 本名は漢字の「研一」だが、画数が悪いと言われて片仮名に変えて芸名にした。2010年12月に台湾を訪問した際には「健一」と誤った表記で歓迎され、少し戸惑ったというエピソードがある。
- 愛称は小学3年生の頃から「まつけん」で、同じ愛称を持つ松平健の楽曲「マツケンサンバ」が流行っていたときは「サンバ」と呼ばれたこともあった。公式サイトなどでの表記は「松ケン」。一方、松山自身は松平への敬意から「マツケン」と呼ばれることに抵抗を感じており、「松山」あるいは「ケツマン」と呼んで欲しいと表明している。[12]
- 演技では出ないが、普段は喋りになまりがある。一人称は下北弁（東北弁）で「わい」を用いるが、テレビ出演などで「僕」や「俺」も使う。
- 『男たちの大和』に出演したことがきっかけとなり、戦争と平和について深く考えるようになった。本人も『男たちの大和』を俳優としてターニングポイントになった作品として上げている[13]。
- 2007年より雑誌などの連載で対談や自身の言葉で綴った文章を発表している。
- 2016年に第1種銃猟免許を取得しており、害獣駆除を行っている。鹿などは一部食肉として流通するが、皮は廃棄されることが多い現状を知り、サーキュラーエコノミーを目的とした革製品の商品化を思いつく。2022年1月に小雪とともに獣皮のブランド「momiji」を立ち上げた[14]。

#### 趣味など
- 絵本を読むのが好きで、戦争をテーマにしたものを書きたいと思っている。
- 沖縄で手作りのハリガネアクセサリーに感動してから、ハリガネアクセサリー作りにはまったことがある。
- 文は縦書き。下駄を愛用。和食好き。将棋も嗜む。
- 鼻を触る、親指を立てる（これについては 前述「役作りなど」を参照）のが癖。
- 基本的に辛い物が苦手、好きなものはウナギ。
- 猫アレルギーである。
- 特技は棒高跳であり、中学時代に東北大会で4位になった。

### エピソード

#### デビュー直後のエピソード
- 芸能界デビューは親の薦めによるもので、本人は興味がなかったと話す。
- 実家のあるむつ市には映画館がなかったため（ただし、むつ市田名部には平成10年代まで「ほらく劇場」という映画館があった）、東京都に移住するまで映画館で映画を観たことがなかった。
- 東京都に移住した理由は特になく、東京都へ行けば何か変わると思ったから。東京都に移住した後は幾多のアルバイトを経験するもどれも長続きしたことはない。2日で辞めた仕事もある。
- 当時は1日でも休みがとれれば地元に帰るほど、故郷愛があった[15]。

#### その他のエピソード
- 大河ドラマ『平清盛』の出演を自ら希望したところ、主演に抜擢された[16][17]。もともと候補には挙がっていたものの[17]、一般的にはNHK側から俳優にオファーが来るのが慣例だったため、極めて異例の出来事となった。本人によると、どのような役柄があるのか制作サイドに問い合わせたところ、思いもよらず主演に抜擢され驚いたとのこと。決定後は『新・平家物語』における仲代達矢の演技をDVDで観たり、同じ事務所の先輩で『天地人』の主演だった妻夫木聡から話を聴くなどして、役作りに励んだ[13]。なお、仲代とはBSプレミアムの番組内で対談が実現し、仲代から激励を受ける形になった。ちなみに、どちらも大河初出演で清盛を演じていること、節目の年の大河ドラマへの出演となったことから、そのことも話題となった。ストーリー中盤の清盛出家のシーンに際しては、仲代同様実際に剃髪している。なお、妻夫木が『天地人』で演じた直江兼続の役は後に映画『関ヶ原』で松山も演じている。
- また、2008年頃(上記の『天地人』が撮影されていた頃に当たる)から大河ドラマと並ぶ看板枠である連続テレビ小説に出演することも考えるようになり、『虎に翼』(2024年度上半期)への出演が決まった際には、「15年前からの夢が叶った」とコメントした(参照)。なお、『虎に翼』の前作である『ブギウギ』には妻の小雪が出演している。
- 映画『デトロイト・メタル・シティ』の撮影時には、あまりのプレッシャーで禁煙していたタバコを復活させた。
- 2011年3月11日に発生した東北地方太平洋沖地震（東日本大震災）以降、休日を利用し福島県にてがれき撤去をしている[18]。
- 2018年に北日本の雪深い町に一軒家を購入して家族とともに移住し、年の半分ほどは農業をしながら生活している[19]。
- 上記の通り直江兼続を演じている一方、『どうする家康』では本多正信を演じており、関ヶ原の戦いにおける東西両方の人物を演じた俳優の一人ともなっている。

## 出演

### テレビドラマ
- ごくせん（2002年4月 - 7月、日本テレビ） - 毛利研一 役 
  - ごくせん スペシャル さよなら3年D組〜ヤンクミ涙の卒業式 （2003年3月26日、日本テレビ）
- キッズ・ウォースペシャル〜これでファイナルざけんなよ〜（2003年11月28日、CBC） - 黒田祐太 役
- ビー・バップ・ハイスクール（2004年、TBS） - 川端純 役
  - ビー・バップ・ハイスクール2（2005年、TBS）
- リターンマッチ 〜敗者復活戦〜（2004年12月5日、フジテレビ） - 内海昇 役
- ディビジョン1 ステージ15『お台場冒険王SP 彼氏宣誓!!』（2005年7月・8月、フジテレビ） - 安田重人 役
- 1リットルの涙（2005年10月 - 12月、フジテレビ） - 河本祐二 役
- 翼の折れた天使たち 第二夜「ライブチャット」（2006年、フジテレビ） - タロー / 慎吾 役
- マチベン 第1話（2006年4月8日、NHK総合） - 進藤和彦 役
- その5分前 「或る夜の出来事」（2006年12月26日、NHK総合） - 主演・タカシ（主演） 役
- セクシーボイスアンドロボ（2007年4月 - 6月、日本テレビ） - 主演・須藤威一郎（ロボ）（主演） 役
- 銭ゲバ（2009年1月 - 3月、日本テレビ） - 主演・蒲郡風太郎（主演） 役
- TBS開局60周年記念ドラマ 99年の愛〜JAPANESE AMERICANS〜（2010年11月3日 - 7日、TBS） - 平松次郎（当時編） 役
- 大河ドラマ（NHK総合）
  - 平清盛（2012年） - 主演・平清盛（主演） 役[17]
  - どうする家康（2023年） - 本多正信 役
- テレビ朝日開局55周年記念番組 二夜連続ドラマスペシャル オリンピックの身代金（2013年11月30日・12月1日、テレビ朝日） - 島崎国男（主演） 役
- テレビ未来遺産“終戦69年”ドラマ特別企画 遠い約束〜星になったこどもたち〜（2014年8月25日、TBS） - 主演・戸田英一（主演） 役
- NHK放送90年ドラマ第1弾 紅白が生まれた日（2015年3月21日、NHK総合） - 主演・新藤達也（主演） 役[20]
- 連続ドラマW ふたがしら（2015年6月 - 7月、WOWOW） - 主演・弁蔵（主演） 役[21][22]
  - ふたがしら2（2016年9月 - 10月、WOWOW）[23]
- ど根性ガエル（2015年7月 - 9月、日本テレビ） - 主演・ひろし（主演） 役[24]
- A LIFE〜愛しき人〜（2017年1月 - 3月、TBS） - 井川颯太（主演） 役[25]
- 隣の家族は青く見える（2018年1月18日- 3月22日、フジテレビ） - 五十嵐大器（主演） 役[26][27]
- 宮本から君へ（2018年5月 - 6月、テレビ東京） - 神保和夫 役
- 白い巨塔（2019年5月22日 - 26日、テレビ朝日） - 里見脩二（主演） 役[28]
- 歪んだ波紋（2019年11月 - 12月、NHK BSプレミアム） - 三反園邦雄 役[29][30]
- 聖☆おにいさん 第III紀（2020年1月11日 - 18日、NHK総合） - 主演・イエス（主演） 役 （染谷将太とのダブル主演）[31]
- こもりびと（2020年11月22日、NHK総合） - 主演・倉田雅夫（主演） 役
- 日本沈没-希望のひと-（2021年10月10日 - 12月12日、TBS） - 常盤紘一 役[32]
- 100万回 言えばよかった（2023年1月13日 - 3月17日、TBS） - 魚住譲 役[33][34]
- お別れホスピタル（2024年2月3日 - 2月24日、NHK総合） - 広野誠二 役[35]
- 連続テレビ小説 虎に翼（2024年4月 - 9月27日、NHK総合） - 桂場等一郎 役[36]
- クジャクのダンス、誰が見た?（2025年1月24日 - 3月28日、TBS） - 松風義輝 役[37]
- おい、太宰（2025年6月29日 - 、WOWOW） - 太宰治 役[38]

### 配信ドラマ
- 聖☆おにいさん（2018年、ピッコマTV） - 主演・イエス（主演） 役 （染谷将太とのダブル主演）
  - 聖☆おにいさん 第II紀（2019年6月1日、ピッコマTV） - 主演・イエス（主演） 役 （染谷将太とのダブル主演）
- 最愛のひと 〜The other side of 日本沈没〜（2021年、Paravi） - 常磐紘一 役（特別出演）

### 映画
- アカルイミライ（2003年） - ジュン 役
- 完全なる飼育 秘密の地下室（2003年） - ヒトシ 役
- 偶然にも最悪な少年（2003年） - イジメっ子 役
- かまち（2004年）
- ウイニング・パス（2004年） - 主演・小林健太（主演） 役
- 渋谷怪談2（2004年） - 篠原庸介 役
- 茶の味（2004年7月17日） - 不良学生（マツケン） 役
- リンダ リンダ リンダ（2005年） - 槙原裕作（マッキー） 役
- NANA（2005年） - 岡崎真一（シン） 役
- 不良少年（ヤンキー）の夢（2005年） - 主演・義家弘介（主演） 役
- カスタムメイド10.30（2005年） - タモツ 役
- 男たちの大和/YAMATO（2005年） - 神尾克己（主演） 役
- デスノート（2006年） - L / 竜崎（主演） 役
  - デスノート the Last name（2006年）
  - L change the WorLd（2008年） - 主演（主演）
  - デスノート Light up the NEW world（2016年）[39]
- 親指さがし（2006年） - 五十嵐智彦（主演） 役
- ユメ十夜 第十夜（2007年） - 庄太郎 役
- 蒼き狼 〜地果て海尽きるまで〜（2007年） - ジュチ 役
- 神童（2007年） - 菊名和音（ワオ）（主演） 役
- ドルフィンブルー フジ、もういちど宙（そら）へ（2007年） - 主演・植村一也（主演） 役
- サウスバウンド（2007年） - 新垣巡査 役
- 椿三十郎（2007年） - 井坂伊織 役
- 人のセックスを笑うな（2008年） - 主演・磯貝みるめ（主演） 役
- デトロイト・メタル・シティ（2008年） - 主演・根岸崇一（=ヨハネ・クラウザー2世）（主演） 役
- ウルトラミラクルラブストーリー（2009年） - 主演・水木陽人（主演） 役
- カムイ外伝（2009年） - 主演・カムイ（主演） 役
- カイジ 人生逆転ゲーム（2009年） - 佐原誠 役
- 笑う警官（2009年） - 謎の男 役
- 誰かが私にキスをした（2010年） - 主演・ユウジ（主演） 役 （堀北真希とのダブル主演）
- ノルウェイの森（2010年） - 主演・ワタナベ（主演） 役
- GANTZ / GANTZ PERFECT ANSWER（2011年） - 主演・加藤勝（主演） 役 （二宮和也とのダブル主演）
- マイ・バック・ページ（2011年） - 主演・梅山（主演） 役（妻夫木聡とのダブル主演）
- うさぎドロップ（2011年） - 主演・河地大吉（主演） 役
- 僕達急行 A列車で行こう（2012年） - 主演・小町圭（主演） 役
- 清須会議（2013年11月9日） - 堀秀政 役
- 家路（2014年3月1日） - 主演・沢田次郎（主演） 役
- 春を背負って（2014年6月14日） - 主演・長嶺亨（主演） 役
- ゲキ×シネ蒼の乱（2015年5月9日） - 将門小次郎 役
- 天の茶助（2015年6月27日） - 主演・早乙女茶助（主演） 役
- 日本のいちばん長い日（2015年8月8日） - 陸軍横浜警備隊長・佐々木武雄 役
- の・ようなもの のようなもの（2016年1月16日） - 主演・出船亭志ん田（しんでん）（主演） 役
- 珍遊記 -太郎とゆかいな仲間たち-（2016年2月27日） - 主演・山田太郎（主演） 役[40]
- 怒り（2016年9月17日） - 田代哲也 役[41]
- 聖の青春（2016年11月19日） - 主演・村山聖（主演） 役[42]
- 関ヶ原（2017年8月26日） - 直江兼続 役[43]
- ユリゴコロ（2017年9月23日） - 洋介 役
- 宮本から君へ（2019年9月27日） - 神保和夫 役[44]
- 聖☆おにいさん 第III紀（2020年1月24日） - イエス 役
- みをつくし料理帖（2020年10月16日）
- ホテルローヤル（2020年11月13日） - 宮川聡史（主演） 役[45]
- ブレイブ 群青戦記（2021年3月12日） - 織田信長 役[46]
- BLUE/ブルー（2021年4月9日） - 主演・瓜田信人（主演） 役[47]（東出昌大とのダブル主演）
- ノイズ（2022年1月28日） - 主演・田辺純（主演） 役[48]（藤原竜也とのダブル主演）
- 大河への道（2022年5月20日） - 市役所総務課員・木下 / 高橋景保の助手・又吉 役[49][50][51]
- 川っぺりムコリッタ（2022年9月16日） - 主演・山田たけし（主演） 役[52]
- ロストケア（2023年3月24日） - 主演・斯波宗典（主演） 役[53][54]
- 大名倒産（2023年6月23日） - 松平新次郎 役[55]
- 聖☆おにいさん THE MOVIE〜ホーリーメン VS 悪魔軍団〜（2024年12月20日） - イエス（主演） 役（染谷将太とダブル主演）[56]
- 三谷幸喜『おい、太宰』劇場版（2025年7月11日） - 太宰治 役[57]

### 舞台
- 遠い夏のゴッホ（2013年、作：西田シャトナー・演出：西田シャトナー） - ユウダチゼミのゴッホ 役
- 蒼の乱（2014年、作：中島かずき・演出：いのうえひでのり） - 将門小次郎 役
- 劇団☆新感線「髑髏城の七人」 Season風（2017年9月 - 11月、IHIステージアラウンド東京） - 捨之介 / 天魔王（主演） 役
- hana-1970、コザが燃えた日-（2022年1月9日 - 1月30日[58]、 作：畑澤聖悟、演出：栗山民也 、東京芸術劇場プレイハウス 、その後地方公演） - ハルオ（主演）役[59]

### テレビアニメ
- DEATH NOTE 第12話（2006年12月26日、日本テレビ） - ジェラス 役（カメオ出演）
  - DEATH NOTE ディレクターズカット完全決着版 〜リライト・幻視する神〜（2007年8月31日、日本テレビ） - ジェラス 役（カメオ出演）

### 劇場アニメ
- BUDDHA2 手塚治虫のブッダ -終わりなき旅-（2014年） - タッタ 役[60]
- プロメア（2019年、東宝） - 主演・ガロ・ティモス（主演） 役[61]

### OVA
- デトロイト・メタル・シティ（2008年） - 外園誠 役（カメオ出演）

### 吹き替え
- 怪盗グルーのミニオン大脱走（2017年） - バルタザール・ブラット 役
- 星つなぎのエリオ（2025年） - グライゴン閣下 役[62]

### CM
- KDDI（au・沖縄セルラー電話）「ガク割・家族割」（2004年）
- 江崎グリコ
  - ポッキー赤箱（2004年）
  - 日本縦断グリコワゴン（2010年 - 2011年）
  - じゃんけんグリコ2020（2020年2月 - ）[63]
- NTTドコモ
  - 「FOMA レンアイビト『お祝い』編」（2005年）
  - 「ドコモのあなたに、Answerを。」（2008年）
  - 新4つのシリーズ「アンサーハウス登場」篇・「4つの部屋」篇・「PRIME実感」篇・「PRIME登場」編・「i-コンシェル」（鉄道）編・「i-コンシェル」（道路）編（2008年）
  - 新4つのシリーズ「スポーツ始める」編（2009年）
- キリンビール
  - 「キリン 良質素材」（2007年）
  - 「本麒麟」（2024年）[64]
- ユニクロ「ワールドキャンペーンイメージキャラクター」
  - 「Wide Leg Jeans」（2007年）
  - 「COLLECTION東京2009 ネオレザー・ボトムス」（2009年）
- ロッテ
  - 「キシリトールガム＜プライムミント＞」（2007年）
  - 「キシリトールガム」（2008年）[注 1]
  - 「のど飴ZERO」「シャルロッテ」（2008年）
- 角川書店 角川文庫
  - 「創業60周年」・「発見。角川文庫 夏の100冊」（2008年）
  - 「発見。角川ミステリー文庫（広告）」（2008年）
  - 「発見。愛の一冊（広告）」（2009年）
  - 「発見。角川文庫 夏の100冊（広告）」（2009年）
  - 「発見。角川文庫のミステリ（広告）」（2009年）
- PARCO「夏のグランドバザー2008」（2008年）映画『デトロイト・メタル・シティ』のクラウザー役とのコラボレーション。
- サントリーフーズ
  - 「PEPSI NEX（2009年）
  - 「BOSS シンプルスタイル」（2010年 - 2011年）
- スカパー!「披露宴」篇・「引越当日」篇・「兄夫婦の家」篇（2010年 - 2011年）
- ブラウン 「ブラウン・シリーズ3」（2011年9月 - ）
- 森永製菓 ウイダーinゼリー（2012年）
- サッポロビール「ヱビスビール」（2012年2月 - 5月）
- 日産自動車「リーフ」（2012年2月 - ）
- LIXIL「暮らしを育てる/新しい暮らし」篇・「暮らしを育てる/ホームパーティー」篇 （いずれも、2012年8月3日 - 8月30日の期間限定の放映） [65]
- ダイドードリンコ「フッテマルデイレターテ」篇・「泡立つプレミアム挑戦」篇・「世界一のバリスタ挑戦」篇（2014年8月 - ）
- 東北電力「より、そう、ちから。」篇（2015年10月 - ）
- ダイハツ工業 ハイゼットカーゴ（2017年11月 - ）
- リクルートスタッフィング（2018年2月 - ）
- テーブルマークさぬきうどん・稲庭風うどん「コシを愛する人/プール篇」、「コシを愛する人/銭湯篇」（2018年5月 - ）[66]
- アリナミン製薬 アリナミンV（2019年10月 - ）
- スクウェア・エニックス ロマンシング サガ リ・ユニバース「ロマサガ学園篇」（2021年11月28日 - ） - ゲームキャラクターにコスプレ[67]
- Sky SKYSEA Client View「企業のノイズに」篇、「情報漏洩から守れ」篇（2022年1月17日 - ）[68]
- ローソン「ハピろー！」プロジェクト（2022年6月14日 - ） - 新店長 役[69]
- キリンビール「新しい本麒麟はじまる」篇（2024年2月17日 - ）[70]
- ALSOK『HOME ALSOK Connect』「ここに、ALSOK　スマホゲート」篇「ここに、ALSOK　非常ボタン」篇（2025年4月1日 - ）[71]
- シャークニンジャShark最上位コードレス掃除機（2025年6月20日 - ） - “完璧主義の男”役[72]
- キッコーマン「うちのごはん」シリーズ『親子でうまくなるの歌 なす』篇（2025年7月14日 - ）『わが家が焼肉屋さん篇（2025年8月2日 - ）[73]

## 書籍
- 敗者（2013年2月28日、新潮社）ISBN 978-4-10-333621-1

### 写真集
- 松山ケンイチ 1st Photo Book 起（2007年5月22日、編者：「1週間」編集部、講談社）ISBN 978-4-06-213984-7
- L FILE No.15（2008年1月25日、集英社）ISBN 978-4-08-782165-9

### 雑誌連載
- ピクトアップ「松ケントーク」（松山自身が話してみたい各界の著名人と対談を行う）
- BARFOUT! エッセー連載
- プラスアクト「愛と平和と憎しみと戦争と…」（写真と文で綴る、妄想物語）

## 受賞歴
| 賞                                                                        | 受賞作品                                                              | 備考          |
| ------------------------------------------------------------------------- | --------------------------------------------------------------------- | ------------- |
| 第31回報知映画賞 新人賞                                                   | 『男たちの大和/YAMATO』『デスノート』                                 |               |
| 第28回ヨコハマ映画祭 最優秀新人賞                                         | 『男たちの大和/YAMATO』『デスノート』『親指さがし』                   |               |
| 第30回日本アカデミー賞 新人俳優賞                                         | 『男たちの大和/YAMATO』                                               | [ 74 ]        |
| 第30回日本アカデミー賞 優秀助演男優賞                                     | 『デスノート前編』                                                    | [ 75 ] [ 76 ] |
| エランドール賞 新人賞                                                     | 『デスノート』『親指さがし』                                          | [ 77 ]        |
| 第2回アジア太平洋・プロデューサーズ・ネットワーク（APN）選出APNアワード賞 | 『デスノート』シリーズ                                                | [ 78 ]        |
| 第18回日本映画プロフェッショナル大賞 特別賞                               | 『デトロイト・メタル・シティ』                                        |               |
| 第32回日本アカデミー賞 優秀主演男優賞・話題賞                             | 『デトロイト・メタル・シティ』                                        | [ 79 ]        |
| 第64回毎日映画コンクール 男優主演賞                                       | 『ウルトラミラクルラブストーリー』                                    |               |
| 第24回高崎映画祭 最優秀主演男優賞                                         | 『ウルトラミラクルラブストーリー』                                    |               |
| 第24回日刊スポーツ映画大賞・石原裕次郎賞 主演男優賞                       | 『マイ・バック・ページ』『GANTZ』『うさぎドロップ』『ノルウェイの森』 |               |
| 第40回日本アカデミー賞 優秀主演男優賞                                     | 『聖の青春』                                                          | [ 80 ]        |
| 第59回ブルーリボン賞 主演男優賞                                           | 『聖の青春』他                                                        | [ 81 ]        |
| 2016年 将棋初段                                                           | 『聖の青春』                                                          | [ 82 ]        |
| おおさかシネマフェスティバル2017 主演男優賞                               | 『聖の青春』                                                          |               |
| 第33回日本映画プロフェッショナル大賞 主演男優賞                           | 『ロストケア』                                                        | [ 83 ]        |